# Coro Gulbenkian
O Coro Gulbenkian é um agrupamento coral sediado em Lisboa. Foi criado pela Fundação Calouste Gulbenkian em 1964 e conta com perto de 100 coralistas.

## De 1964 a 1969
O panorama coral em Portugal quase não existia, contando apenas com a Sociedade Coral Duarte Lobo, fundada por Ivo Cruz em 1931, Sociedade Coral de Lisboa criada por Frederico de Freitas em 1940 e o Conjunto Vocal Polyphonia estabelecida por Mário de Sampaio Ribeiro no ano seguinte. O Coro do Teatro Nacional de São Carlos é fundado em 1943, profissionalizado apenas em 1983. Surge ainda um ensemble vocal feminino no final da década de cinquenta, Harmonia, dirigido pelo professor Werner e constituído por alunas de canto do Conservatório Nacional, não esquecendo também alguns coros amadores mas de pouca qualidade.
É pois neste contexto que, em 1964, a Fundação Calouste Gulbenkian promoveu a constituição de um «coral de câmara» de modo a serem executadas obras tanto a capella como com orquestra, de compositores antigos e contemporâneos, impulsionado pelo empenho do Serviço de Música em contribuir «para o desenvolvimento do gosto e do cultivo do canto em coro em Portugal». Para tal, é constituído um júri composto por doze personalidades de mérito e competência reconhecidos do meio musical português. Candidataram-se 210 cantores, dos quais foram admitidos 47 para o novo Coro de Câmara Gulbenkian, dirigido por Olga Violante, (a primeira directora titular), Pierre Salzmann (director-adjunto), com assistência de José Aquino e Victor Diniz. A 14 de fevereiro de 1964 são iniciados os trabalhos num dos pavilhões temporários que estavam construídos na altura no jardim da Fundação, uma vez que o edifício-sede só ficaria concluído em 1969. O aumento do número de coralistas não se fez tardar, dado que existia a necessidade de executar obras corais sinfónicas, nomeadamente o Requiem à memória de Pedro de Freitas Branco, uma encomenda da Fundação a Joly Braga Santos. Por isso, foram admitidos outros 50 candidatos, de entre os que já tinham prestado provas anteriormente para o Coro de Câmara, elevando o número de elementos total para os 100 coralistas.
O Coro de Câmara Gulbenkian estreou-se a 27 de maio de 1964 na Igreja de São Vicente de Fora com a primeira audição em Portugal da Paixão Segundo São Mateus, de Georg Philipp Telemann, com a Orquestra Sinfónica da Emissora Nacional, dirigido por Urs Voegelin, maestro titular da Orquestra de Câmara Gulbenkian, dado que Kurt Redel, maestro convidado para este concerto e responsável pela reconstituição da obra e primeira audição moderna teve que se ausentar de Lisboa. A escolha do espaço não foi por acaso: de facto Olga Violante conhecia bem a igreja, dotada de uma extraordinária acústica, para além de ser próxima do respectivo pároco, o padre José Correia da Cunha, homem de elevada cultura, de quem só poderia esperar uma colaboração incondicional e activa. A estreia da formação alargada, o Coro Gulbenkian ocorreu no Coliseu dos Recreios a 3 de junho de 1964 com a obra referida de Joly Braga Santos, com a direcção do maestro António de Almeida. A colaboração entre os dois agrupamentos residentes da Fundação, o Coro de Câmara Gulbenkian e a Orquestra de Câmara Gulbenkian resultou num concerto a 16 de julho de 1964, no Teatro Rivoli, com obras instrumentais de Henry Purcell e John Stanley, cinco peças a capella de Estêvão Lopes Morago, dirigidos por Olga Violante, e o Magnificat em Ré Maior de Carl Philipp Emanuel Bach, na sua primeira audição em Portugal, dirigido por Pierre Salzmann. A estreia no estrangeiro aconteceu em novembro de 1966 com a Orquestra de Câmara Gulbenkian com dois concertos em Bagdade, sob a direcção de Gianfranco Rivoli.

## De 1969 até ao presente
Em 1969, com o falecimento da directora titular, Olga Violante, a 23 de maio desse ano, Michel Corboz assume a direcção do coro a convite da então directora do Serviço de Música, Madalena de Azeredo Perdigão. Este maestro não era totalmente desconhecido, tendo ministrado cursos de direcção coral durante o verão em Lisboa, promovidos pela Fundação. Victor Diniz desvicula-se do coro em julho de 1970 e no ano seguinte, em 1971, Michel Corboz convida Fernando Eldoro para maestro assistente. Após 1974, o coro é dividido internamente em três: o Coro de Música Antiga, com direcção de Manuel Morais com a assistência de João Valeriano, o Coro Clássico, sob direcção de Michel Corboz e o Coro Moderno com direcção de Fernando Eldoro, no entanto esta divisão não permaneceu por muito tempo. Após 20 anos, Pierre Salzmann renuncia ao cargo, ao assumir a direcção do Coro do Teatro Nacional de São Carlos, e José Aquino passa a maestro do Coro da Ópera de Lyon. Até ao período entre 1976-1980, em que Fernando Eldoro vai para França na qualidade de bolseiro da instituição, Jorge Matta e João Valeriano ficam como maestros assistentes, tendo este último deixado o cargo com o regresso de Eldoro, que permaneceu até 2012.
Em 2025 na direcção do Coro Gulbenkian Martina Batič (maestrina titular) e Inês Tavares Lopes  (maestra adjunta). A sua actividade passa pela Temporada do Serviço de Música que decorre no Grande Auditório da Fundação, com uma colaboração habitual com a Orquestra Gulbenkian e com concertos esporádicos a nível nacional e internacional. Conta também com uma notável discografia.

## Maestros titulares
- Olga Violante (1964-1969)
- Michel Corboz (1969-2021)
- Martina Batič (2021-presente)

## Ligações Externas
- Coro Gulbenkian